# 4e bataillon de volontaires de la Dordogne
Le 4e bataillon de volontaires de la Dordogne, était une unité militaire de l’armée française créée sous la Révolution française. Il fut également appelé 4e bataillon de la République.

## Création et différentes dénominations
Le 4e bataillon de volontaires de la Dordogne, également appelé 4e bataillon de la République, est formé à 8 compagnies et 1 compagnie de grenadiers, le 12 octobre 1792 à Paris.
- Compagnie de grenadiers
- Compagnie Champon (1re) composée de volontaires originaires de la Dordogne
- Compagnie Roussey (2e) composée de volontaires originaires de Paris
- Compagnie Teyssieu (3e) composée de volontaires originaires de la Dordogne
- Compagnie Demond (4e) composée de volontaires originaires de la Dordogne
- Compagnie Gray (5e) composée de volontaires originaires de Paris
- Compagnie Dubois, également appelée compagnie franche de Pont-Saint-Esprit (6e)
- Compagnie Valesme (7e) composée de volontaires originaires de Paris
- Compagnie Gros, également appelée compagnie des Pyrénées (8e) formée à Paris le 10 août 1792

## Commandant
- Lieutenant-colonel Jean-Jacques Raphaël Boutin

## Historique des garnisons, combats et batailles

### 1792
Le 18 novembre 1792, le 4e bataillon de volontaires de la Dordogne, fort de 650 hommes, était divisé en trois groupes casernés à Poissonnière, à l'Oursine et à Chaillot. 
Le bataillon demeura à Paris, parce que son chef, devant les désastres de la Guadeloupe, sollicitait que son corps fût compris au nombre des troupes à envoyer dans la colonie. Il en avait obtenu la promesse, mais au dernier moment les dispositions furent changées, et enfin l'ordre de départ fut donné le 11 février 1793 par le Ministre de la Guerre.

### 1793
Le bataillon quittait Paris le 20 février 1793 à destination du Havre, où il arriva le 27 février. Il mit à profit son séjour dans la garnison pour perfectionner son instruction, et bientôt il rivalisait avec les troupes réglées comme tenue, manœuvres et discipline.
Le bataillon n'est pas amalgamé lors de la première réorganisation.
L'insurrection fédéraliste le fit envoyer dans le département du Calvados. Le bataillon empêcha la trouée par Saint-Sever qui aurait permis aux insurgés de se rendre aisément maîtres de Saint-Lô.
Il marcha ensuite contre l'armée vendéenne, et, après l'évacuation d'Avranches, le bataillon rejoignit la colonne de Tilly qui fit sa jonction à Châteaubriant, le 3 décembre 1793, avec l'armée de l'Ouest. Dès lors il opéra contre la grande armée catholique royale et prit part à la bataille du Mans le 12 décembre, combattant spécialement dans la plaine d'Ernoche. La lutte continua toute la nuit dans la ville où se fit un horrible carnage, et à la pointe du jour le 4e bataillon de la République poursuivait les vaincus en déroute.
Après Savenay le 23 décembre, le bataillon passa dans la Vendée proprement dite pour concourir aux opérations du siège de Noirmoutier. Il fut chargé d'occuper le poste de Châteauneuf au milieu des marais de Challans, et la commune de Bois-de-Céné pour couper à Charette, qui tenait à Machecoul, toute communication avec l'île.

### 1794
Le 2 janvier 1794 Machecoul fut repris et le lendemain Charette essaya de réparer sa défaite, il en éprouva une seconde à laquelle contribua le 4e bataillon de la République, et Noirmoutier tomba au pouvoir des troupes républicaines.
Le 10 février, il eut l'ordre de partir pour Brest.

### 1795, 1796, 1797
Durant ces années on trouve 4e bataillon de volontaires de la Dordogne successivement, jusqu'au mois de mai 1797, à Saint-Vaast-la-Hougue, à Granville, à Sablé, à Hauts-Monts, au camp de Breuil, au Pont-Barré, à Chemillé, à Cholet, à Doué, à Fontenay-le-Comte, à Saint-Jean-de-Monts, à Saint-Gilles-sur-Vie, à Guérande, à Ancenis et enfin à Nantes. 
Le 12 mai 1797 le 4e bataillon de la République est amalgamé avec les  
- Demi-brigade de l'Ardèche (1er bataillon de volontaires de l'Ardèche, 6e bataillon de volontaires du Lot et 6e bataillon de volontaires du Gers)
- Demi-brigade de Gers et Gironde (3e bataillon de volontaires du Gers, 7e bataillon de volontaires du Gers et 16e bataillon de volontaires de la Gironde)
- Demi-brigade de Gers et Bayonne (6e bataillon de volontaires des Basses-Pyrénées également appelé bataillon de volontaires de Bayonne, 4e bataillon de volontaires du Gers et 5e bataillon de volontaires du Gers)
- Demi-brigade de Gironde et Lot-et-Garonne (5e bataillon de volontaires de Lot-et-Garonne, 9e bataillon de volontaires de la Gironde et 10e bataillon de volontaires de la Gironde)
- 1er bataillon d'infanterie légère
- 2e bataillon d'infanterie légère
- 31e bataillon de volontaires des réserves
- 5e bataillon de la Charente-Inférieure
- 1er bataillon bataillon de Paris de seconde formation pour la Vendée
- Bataillon de volontaires de Chinon
- 12e bataillon de volontaires de la Haute-Saône
- 14e bataillon de la formation d'Orléans
- 4e bataillon de Maine-et-Loire
- 2e bataillon de volontaires de Saint-Amand

pour former la 28e demi-brigade légère de deuxième formation.

## Personnalités ayant servi au4ebataillonde volontaires de la Dordogne

### Jean-Jacques Raphaël Boutin
Après avoir servi quinze ans, en dernier lieu dans les chasseurs de Lorraine, il avait été congédié en 1790. 
En 1792, il vint à Paris, fit créer la Société fraternelle et républicaine des Fédérés des 83 Départements et marcha au 10 août contre les Tuileries. Peu de temps après Boutin s'enrôla comme simple volontaire et, sans qu'il l'eût recherché, le 4e bataillon de la Dordogne l'élut lieutenant-colonel en chef.